# Tridacna derasa
Tridacna derasa es una especie de molusco bivalvo de la familia Cardiidae. Pertenece a las llamadas almejas gigantes. Sus nombres comunes en inglés son southern giant clam, o almeja gigante sureña, y smooth giant clam o almeja gigante lisa. Este último nombre se debe a una característica externa que diferencia a esta especie en su género, la superficie de su concha es lisa, careciendo de las escamas y nervaduras comunes en las conchas del resto de especies de Tridacna.

## Morfología
A diferencia del resto de las especies de su género, presenta en la concha entre 6 a 7 ondulaciones, o proyecciones de forma triangular, en vez de las 4 o 5 características.
Posee músculos para cerrar y abrir la concha, así como un pie y biso para adherirse a las rocas o corales. La apertura bisal de la concha es pequeña y estrecha, en comparación con las otras especies del género. Su sifón inhalante posee claramente tentáculos.
El manto suele tener un patrón con muchos puntos y/o líneas onduladas, y puede ser de mezclas de color naranja, marrón, amarillo, azul, negro y blanco, a menudo con líneas brillantes azules o verdes.
Puede llegar a tener una longitud de 60 cm, siendo la segunda especie del género que alcanza mayor tamaño, después de T. gigas.

## Alimentación
Convive en simbiosis con algas unicelulares, llamadas zooxantelas. Las algas realizan la fotosíntesis produciendo oxígeno y azúcares, que son aprovechados por la almeja, y se alimentan de los catabolitos de la  misma (especialmente carbono). Por este motivo necesitan imperiosamente la luz, que les proporciona entre el 75 y el 90% de sus necesidades alimenticias. El resto lo obtienen atrapando plancton microscópico y materia orgánica disuelta en el agua, mediante sus branquias, o ctenidia. 

## Reproducción
Son animales protándricos, que nacen todos machos, pero después del año se convierten en hermafroditas simultáneos. La fertilización es externa, expulsan primero el esperma y después los huevos, para evitar la autofertilización.  Los huevos fertilizados entran rápidamente en un estado larvario nadador, y se denominan trocóforas. Posteriormente evolucionan a un estado planctónico en el que las larvas, conocidas como velígeras, habitan el océano abierto durante una semana, antes de fijarse en el sustrato. Al siguiente día del asentamiento, se completa la metamorfosis a su forma definitiva; y a los veinte días, las Tridacnas juveniles comienzan a adquirir zooxantelas en los tejidos de su manto, lo que incrementa notablemente su desarrollo y crecimiento. En unos 2 a 3 años las almejas alcanzan la madurez.

## Hábitat y distribución
Suelen habitar en aguas soleadas, embebidas en fondos arenosos o masas coralinas de arrecifes. Su rango de profundidad es de 4 a 10 m.
Se distribuye en el océano Pacífico oeste, es especie nativa de Australia, Filipinas, Fiyi, Indonesia, Nueva Caledonia, Palau, Papúa Nueva Guinea, Islas Salomón y Tonga. Se ha introducido en las islas Cook, islas Marshall, Micronesia y Samoa Americana. Y está posiblemente extinguida en Guam y las islas Marianas del Norte.

## Galería

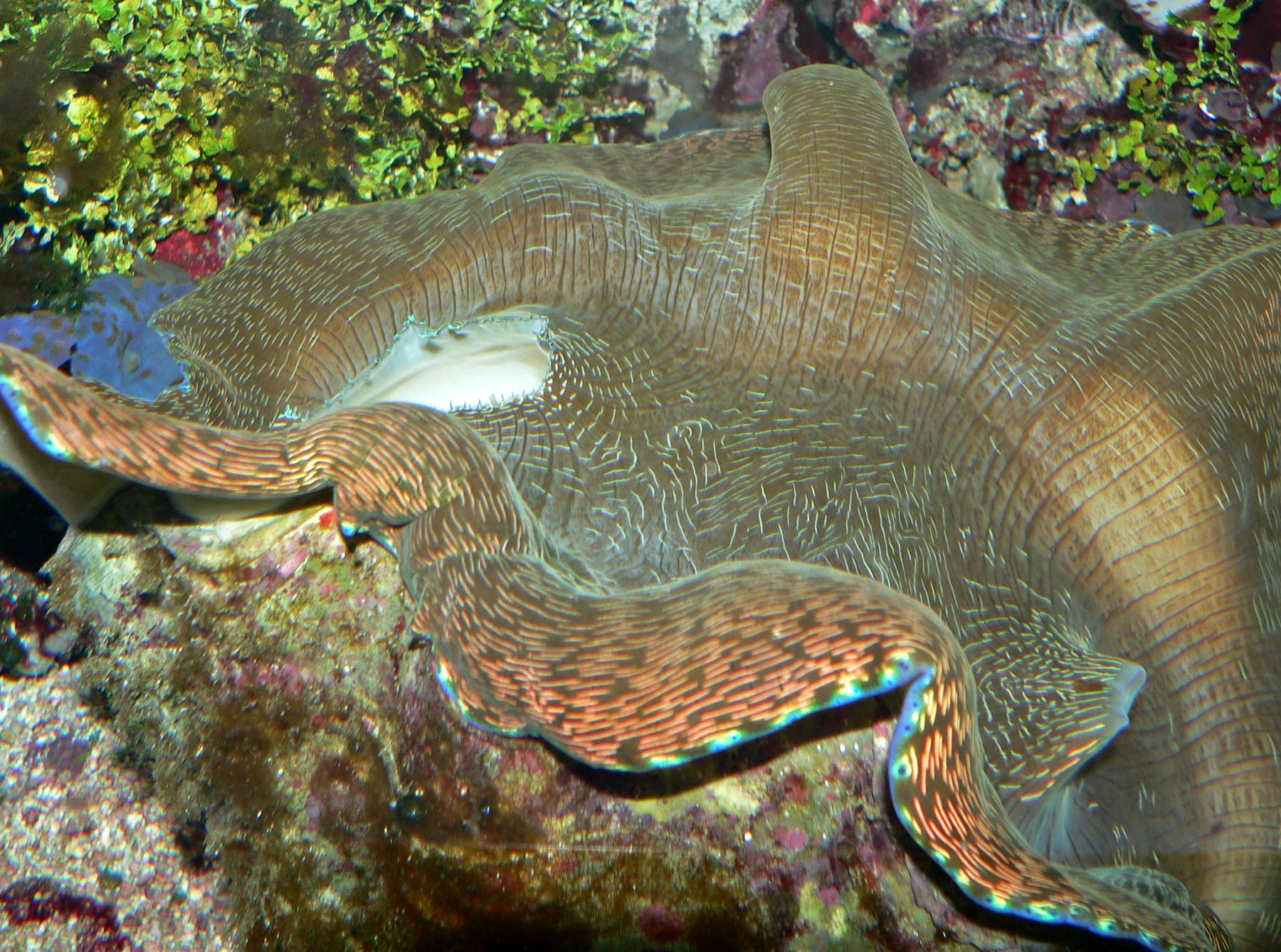
Vista lateral de la concha sin escamas.
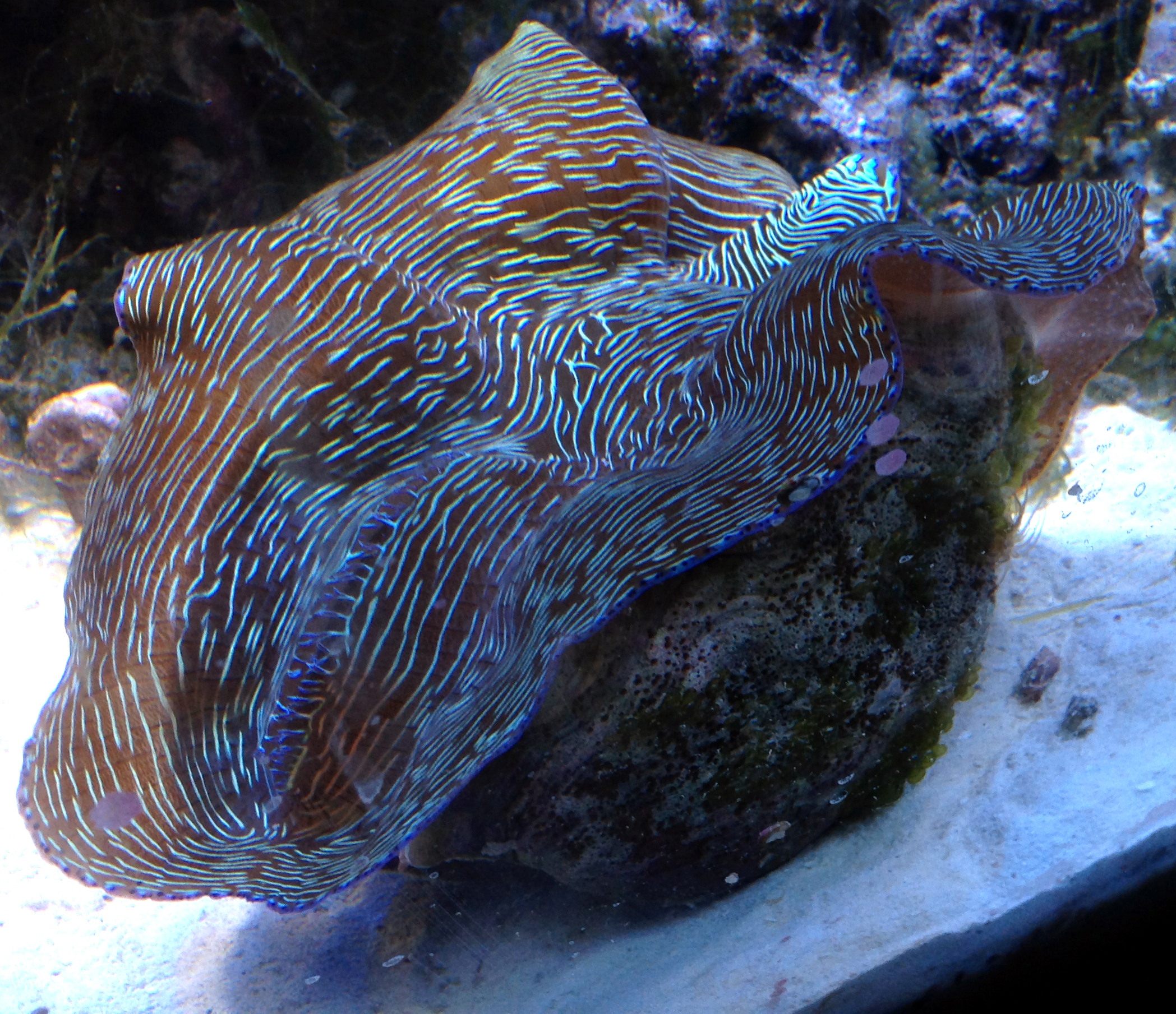
T. derasa en acuario.
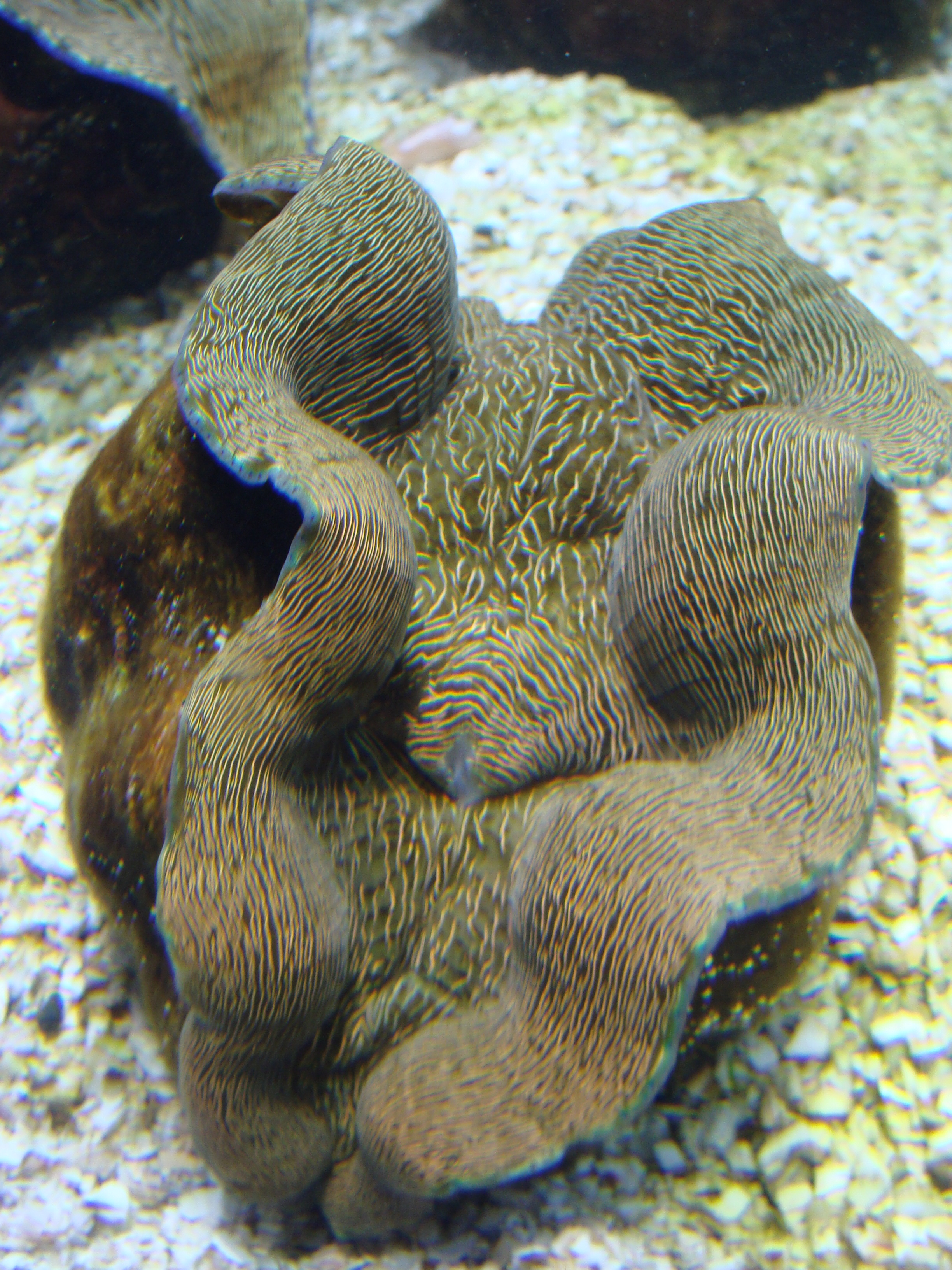
T. derasa en el acuario de Finisterrae, La Coruña, España.
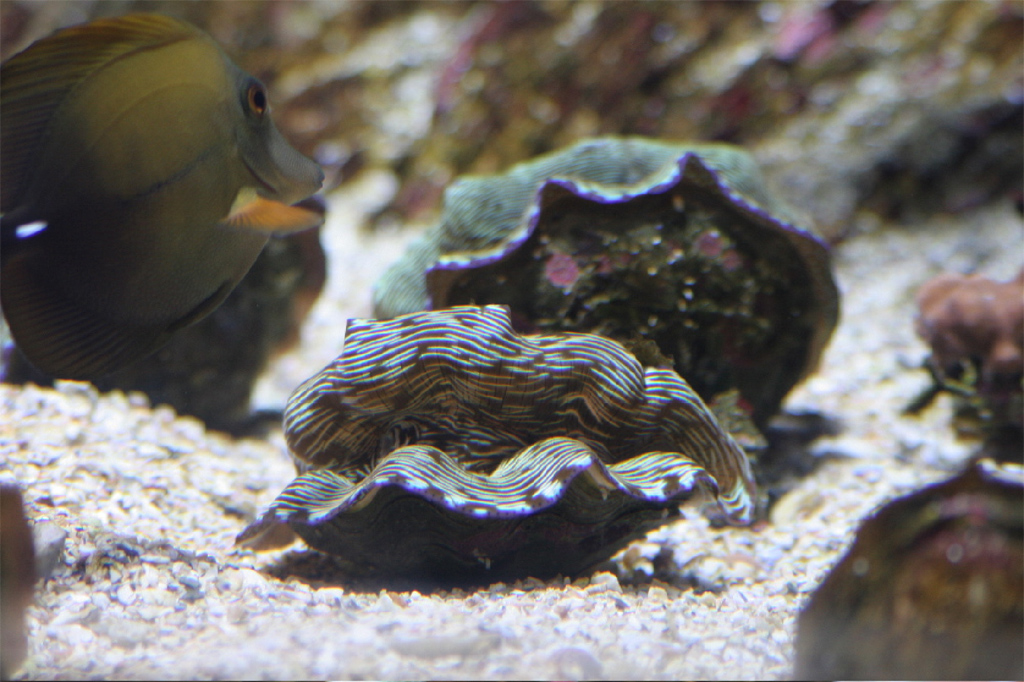
T. derasa en el acuario de Finisterrae, La Coruña, España.
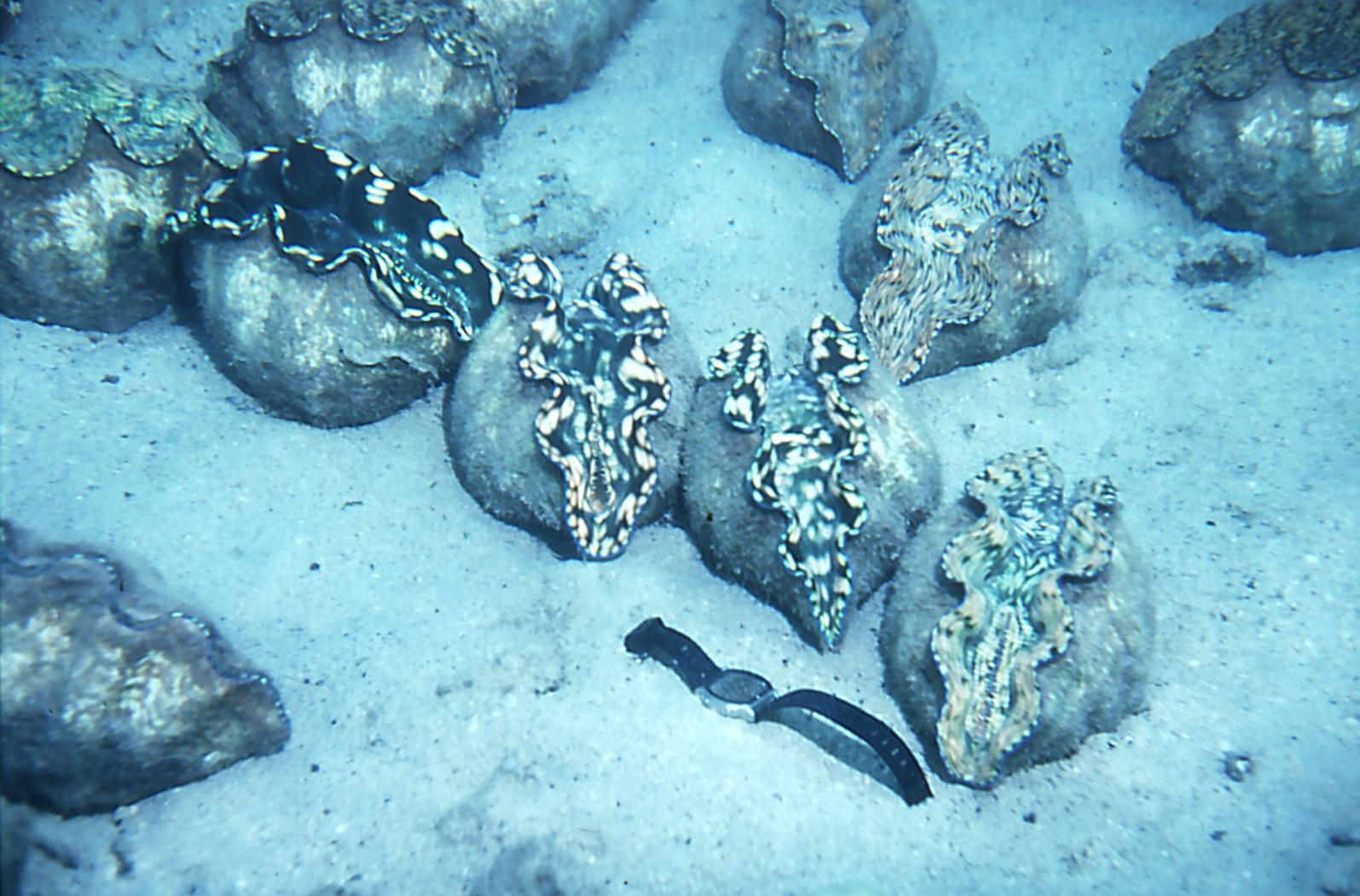
Cultivo de T. derasa en centro de maricultura en Micronesia.
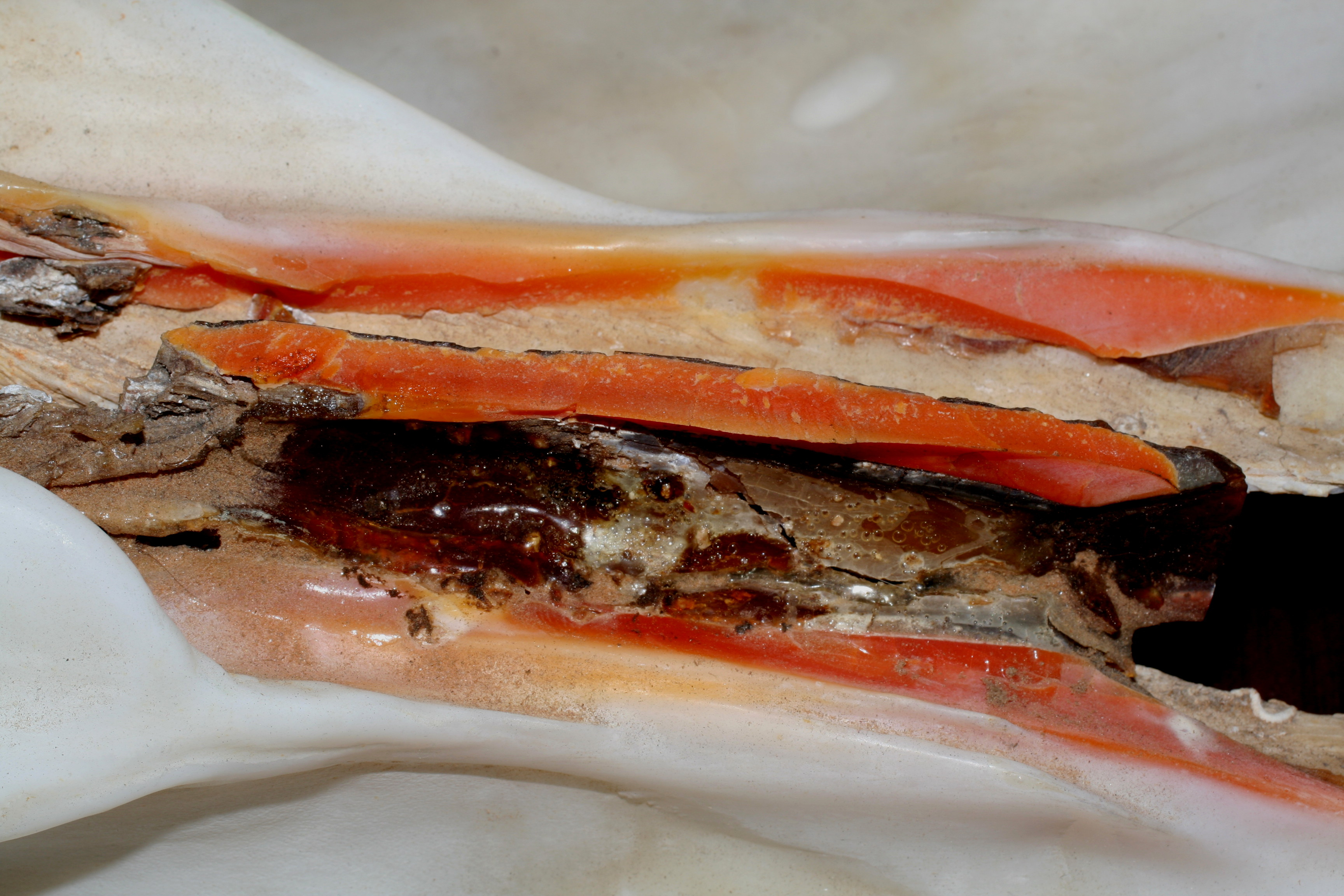
Ligamento de la articulación de las valvas.
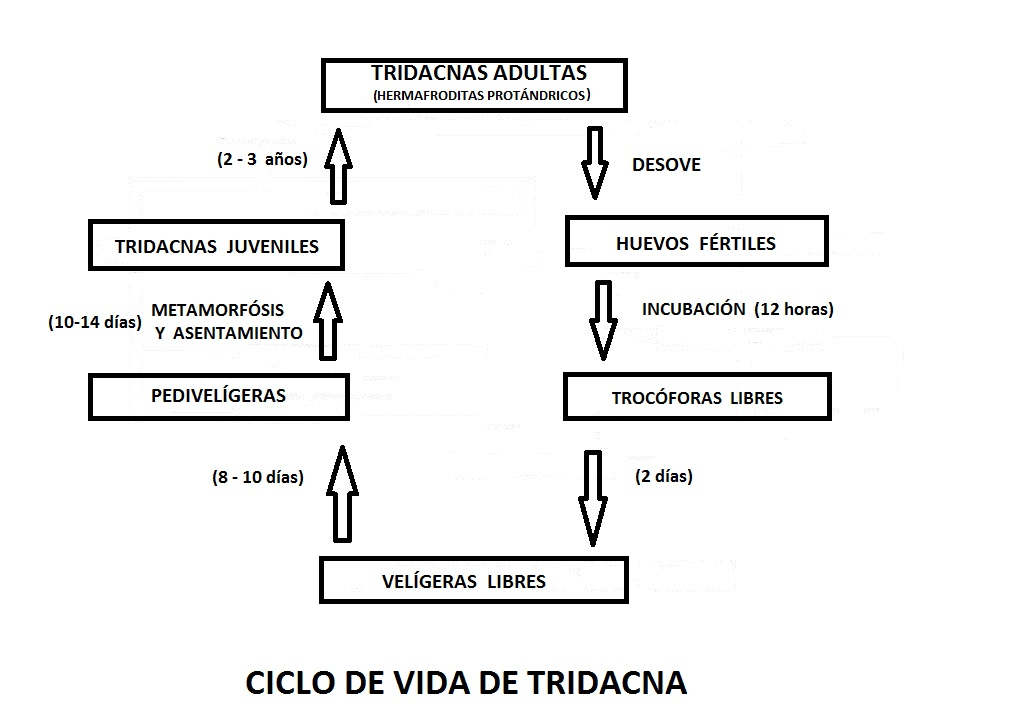
Ciclo de vida.
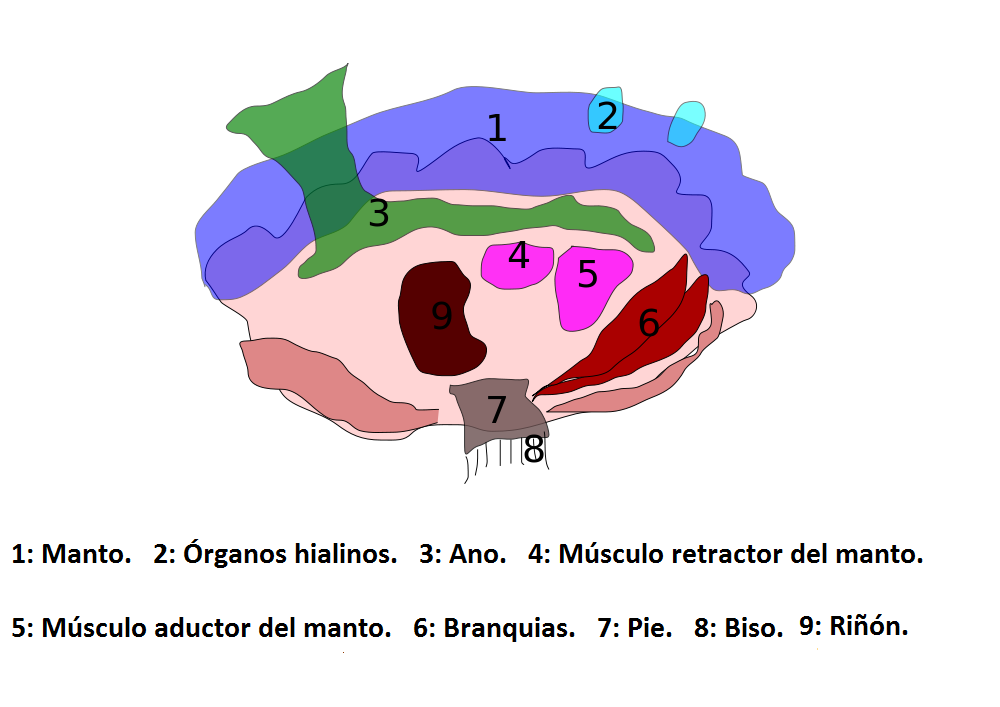
Anatomía.

## Conservación
Las especies de almejas gigantes han sido sobre recolectadas, tanto para el mercado de alimentación, como para el de acuariofilia, resultando la disminución de las poblaciones de gran parte de las especies, en diversos hábitats naturales del género. 
Estas almejas están incluidas en el Apéndice II de CITES, que limita y requiere un permiso específico para el comercio con ellas. Cabe destacar el papel que los centros de maricultura vienen realizando en la recuperación y reintroducción de especies. Ejemplos como el trabajo del Centro Australiano para la Investigación Internacional en Agricultura, en colaboración con el Programa "Giant Clam" de la Universidad James Cook, permitieron reintroducir almejas gigantes en Tonga, en 1990. En áreas marinas protegidas, como la Gran Barrera de Arrecifes australiana, a menudo se encuentran densidades de población de T. derasa por encima de 30 almejas por hectárea. Actualmente, los ejemplares de T. derasa del mercado de acuariofilia son reproducidos y cultivados en cautividad.